# Maresiella samariensis
Maresiella samariensis is een pissebed uit de familie Gnathostenetroidae. De wetenschappelijke naam van de soort is voor het eerst geldig gepubliceerd in 1992 door Mueller.